# Moungue
Moungue ou Mougue est un village du Cameroun situé dans la région du Sud et le département de l'Océan. Il fait partie de la commune de Bipindi et se trouve à 14 km de Lolodorf sur la route qui relie Lolodorf à Kribi.

## Population
En 1966, la population était de 251 habitants. Le village disposait avant 1966 d'une école publique à cycle complet. Lors du recensement de 2005, le village comptait 485 habitants dont 240 hommes et 245 femmes, principalement de Ngoumba et de Bassa.